# Antonio Savoldi-Marco Cò - Trofeo Dimmidisì 2008
L'Antonio Savoldi-Marco Cò - Trofeo Dimmidisì 2008 è stato un torneo di tennis facente parte della categoria ATP Challenger Series nell'ambito dell'ATP Challenger Series 2008. Il torneo si è giocato a Manerbio in Italia dal 18 al 24 agosto 2008 su campi in terra rossa e aveva un montepremi di $75 000+H.

## Vincitori

### Singolare
Victor Crivoi ha battuto in finale  Christophe Rochus con il punteggio di 7–6(10), 6–2

### Doppio
Thomas Fabbiano /  Boris Pašanski hanno battuto in finale  Massimo Dell'Acqua /  Alessio Di Mauro con il punteggio di 7–6(7), 7–5